# Serge Bramly

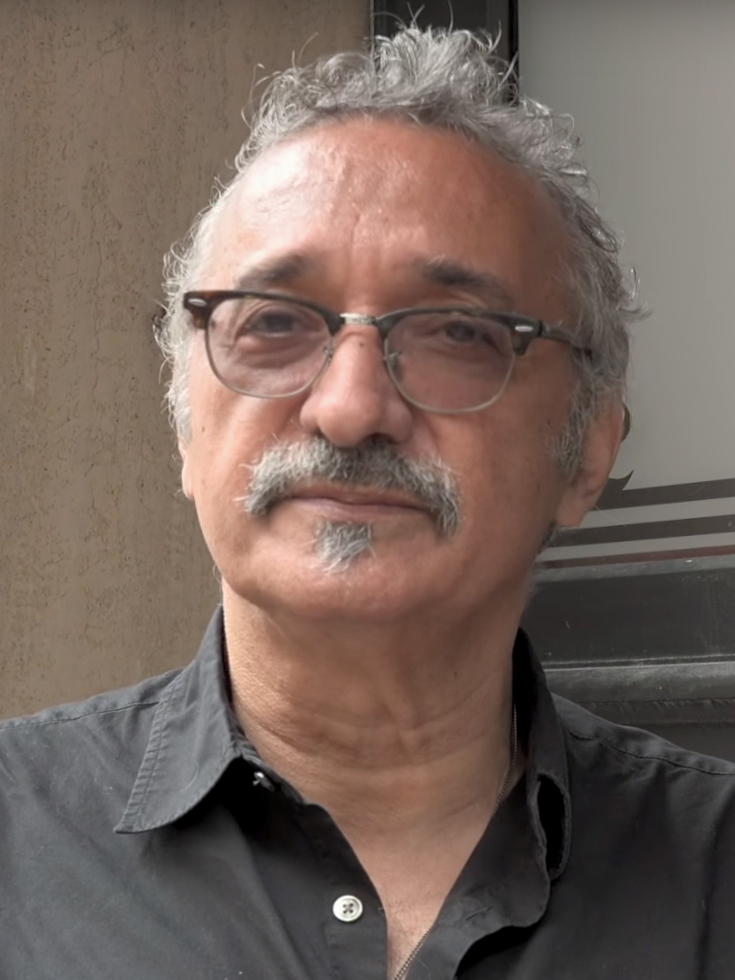
Serge Bramly (2018)

Serge Bramly (* 31. Januar 1949, Tunis) ist ein französischer Schriftsteller, Regisseur, Fotograf und Kunstkritiker.
Serge Bramly ist jüdischer Herkunft. Er lebt seit seinem 10. Lebensjahr in Paris. Er war mit Bettina Rheims, einer Fotografin mit provokant-erotischen Inszenierungen, verheiratet. Die künstlerische Zusammenarbeit der beiden dauert bis heute an. Bramly hat Bettina Rheims zur Fotografie zurückgebracht, wo diese dann reüssierte. Er verfasste auch den Text ihres Buches Chambre close.
Im Jahr 2008 erhielt er den Prix Interallié.

## Publikationen
- Leonardo da Vinci. Rowohlt, 1995, ISBN 3-499-13706-2
- Madame Satan 1994
- Anonym 1996
- Fleurs de peau 1999